# IC 5203
IC 5203 је спирална галаксија у сазвјежђу Тукан која се налази на листи објеката дубоког неба у Индекс каталогу.
Деклинација објекта је - 59° 46' 24" а ректасцензија 22h 22m 34,3s. Привидна величина (магнитуда) објекта IC 5203 износи 14,0 а фотографска магнитуда 14,7. IC 5203 је још познат и под ознакама ESO 146-20, AM 2219-600, IRAS 22192-6001, PGC 68684.